# 溫克爾 (蘇黎世州)
溫克爾（德語：Winkel）是瑞士联邦苏黎世州比拉赫区的市镇。该市镇面积为8.16平方千米，海拔高度450米，2018年12月31日人口数为4,517。

## 外部連結
- 温克尔官方网站 （页面存档备份，存于） （德文）